# Mladost (gemeente)
Mladost (Bulgaars: Младост, betekent jeugd) is een van de 24 districten van Sofia. Op 1 februari 2011 telde het district 102.899 inwoners, waarmee Mladost - op Ljoelin na - het grootste district is.  Het is een van de weinige districten met een complete fietspad. Er zijn 15 basis- en middelbare scholen (met 10.100 leerlingen) en 16 kleuterscholen (met 1.800 kleuters). 
Ongeveer 98,3% van de bevolking bestaat uit etnische Bulgaren, met kleinere aantallen Turken en Roma.

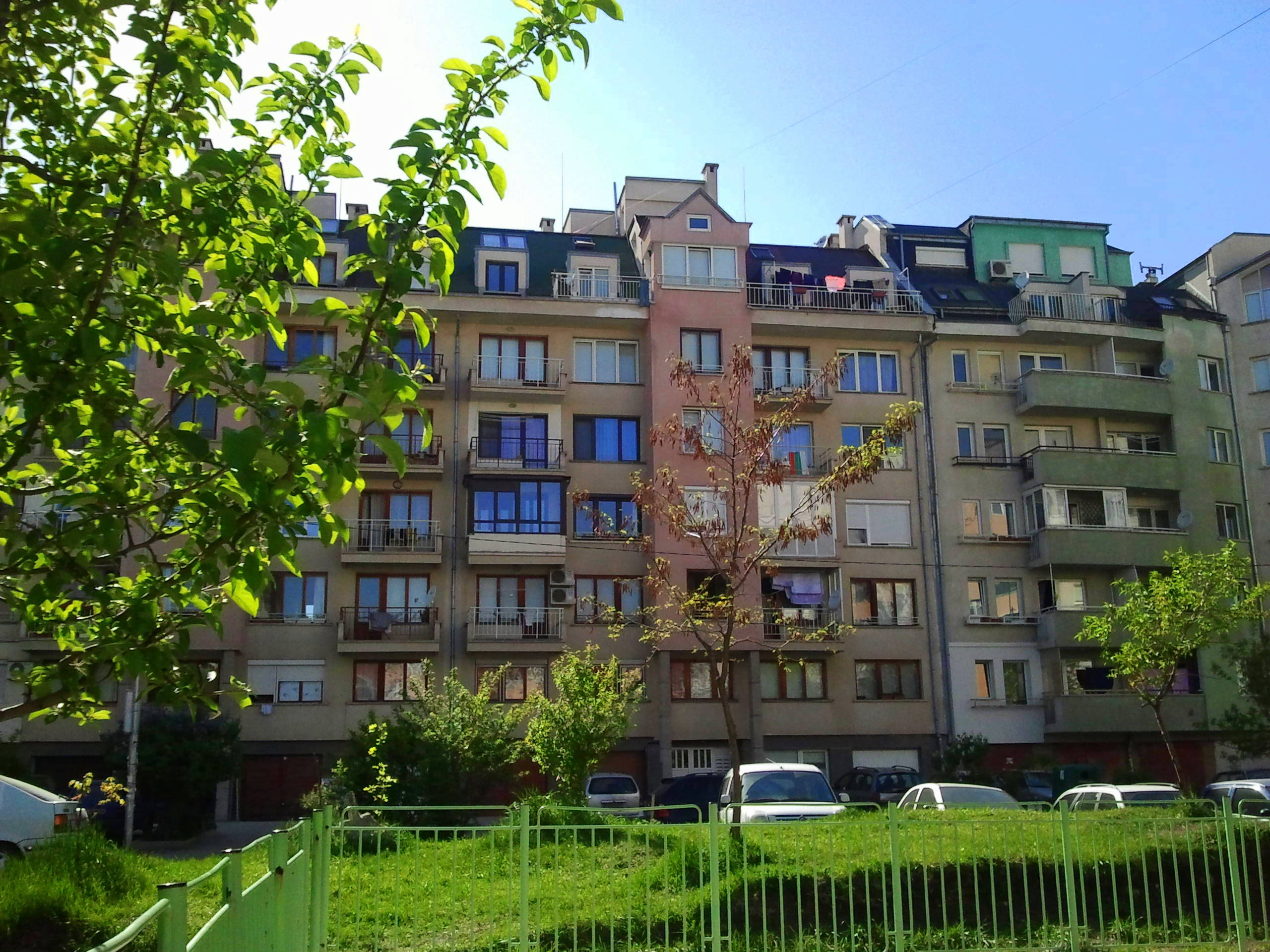
Appartementen in Mladost
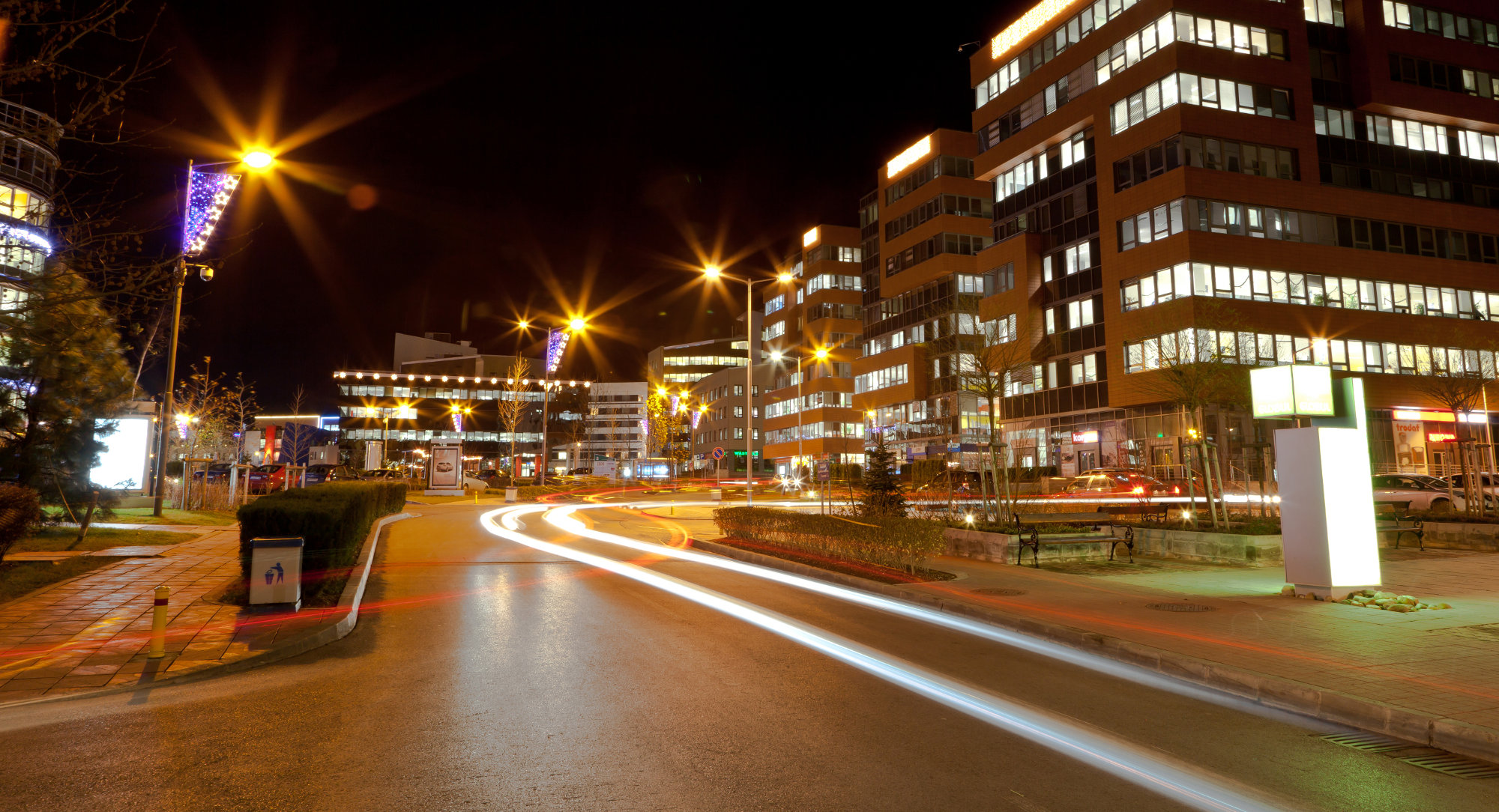
Het 'Business Park' van Sofia
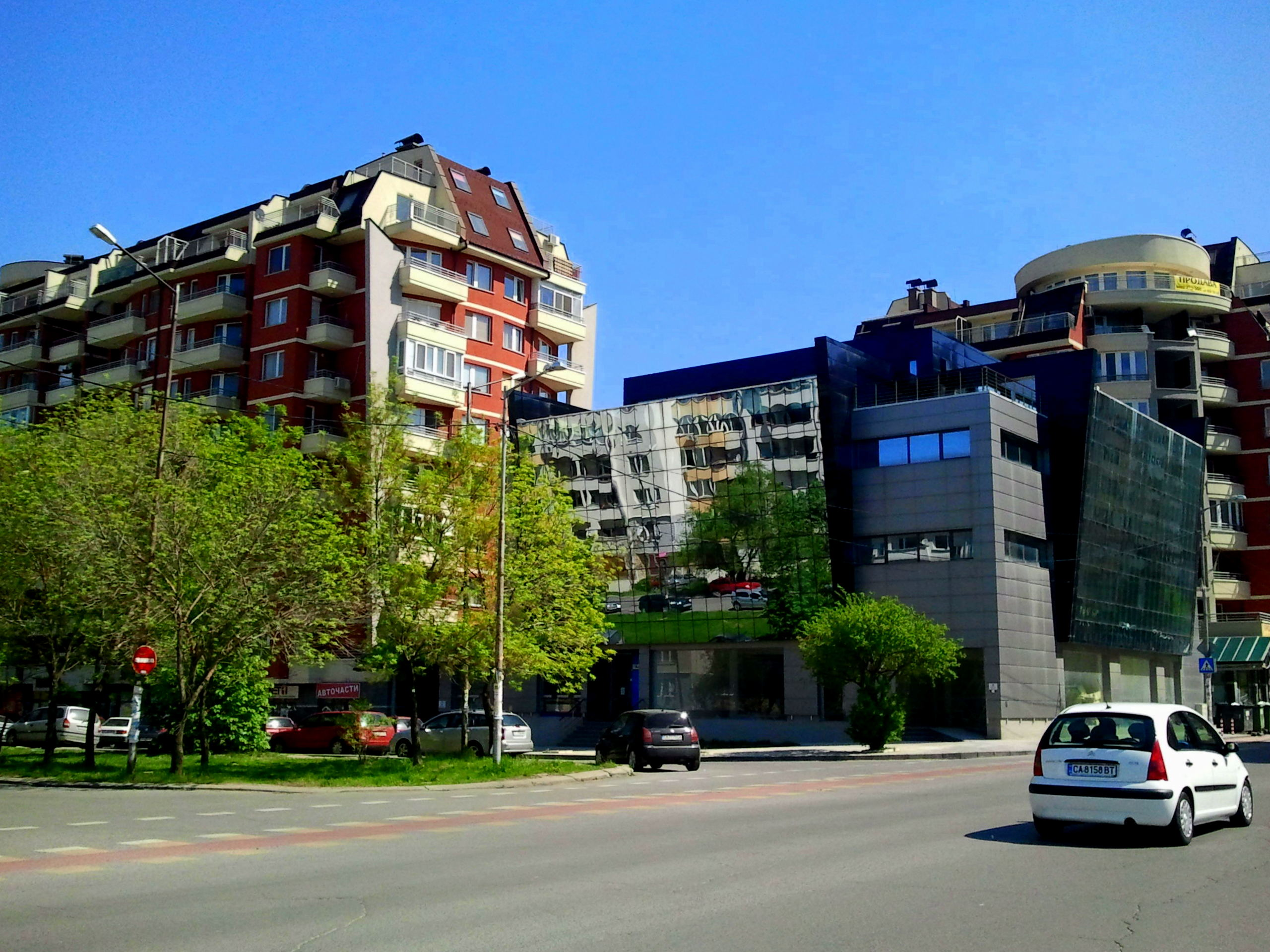
"Xenia Complex"